# Cristina Comencini

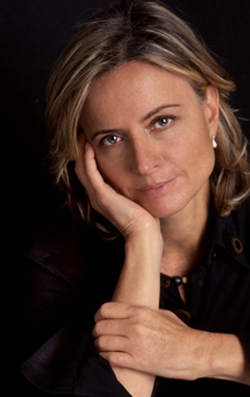
Cristina Comencini 2008

Cristina Comencini (* 8. Mai 1956 in Rom) ist eine italienische Drehbuchautorin, Schriftstellerin und Regisseurin.

## Biografie

### Herkunft und Ausbildung
Cristina Comencini ist die Tochter des Filmregisseurs Luigi Comencini, eines waldensischen Protestanten, und der katholischen, aus dem neapolitanischen Zweig eines sizilianischen Adelsgeschlechtes stammenden Prinzessin Giulia Grifeo di Partanna. Sie wuchs wegen der häufigen Abwesenheit des Vaters in einem „Frauenhaushalt“ zusammen mit ihrer Mutter und den drei Schwestern heran. Der Film übte zwar starken Einfluss auf das Familienleben aus, doch Luigi Comencini versuchte ansonsten nach Kräften, seine Töchter vom Filmgeschäft fernzuhalten. Allerdings spielte Cristina 1969 eine kleinere Rolle in seinem Film Kindheit, Berufung und erste Erlebnisse des Venezianers Giacomo Casanova.
Cristina Comencini besuchte das Lycée Chateaubriand di Roma und legte die französische und italienische Abiturprüfung ab. Anschließend studierte sie Wirtschaftswissenschaften und fand nach dem Abschluss sofort entsprechende Arbeit, unter anderem als Wirtschaftsjournalistin. Ihr Interesse an der Ökonomie war jedoch bereits weitgehend geschwunden. Sie wollte Schriftstellerin werden, schrieb Geschichten und einen Roman.

### Autorin und Filmemacherin
Cristina Comencini gab ihren erlernten Beruf auf und verfasste für ihren Vater mit Suso Cecchi D’Amico das Drehbuch zu dessen Film Il matrimonio di Caterina (1982). Ihren ersten Roman ließ sie in der Schublade, einen zweiten schickte sie unter Pseudonym an Natalia Ginzburg. Diese reagierte begeistert, nahm Kontakt zu Cristina Comencini auf und ermutigte sie, ihrer Berufung zu folgen.
Sie verfasste weitere Drehbücher und debütierte 1988 mit Sehnsucht nach Freiheit selbst als Regisseurin. In dem Film über kindliche Fantasie und Freundschaft, für den Cristina Comencini – wie bei allen ihren folgenden Regiearbeiten – auch das Drehbuch schrieb, lernt die Tochter des Nachtwächters des Zoos von Rom einen herumstreunenden Jungen kennen und brennt schließlich mit ihm und einem Elefanten durch. Sehnsucht nach Freiheit war die erste größere Rolle der damals dreizehnjährigen Asia Argento.
Es folgte 1992 die zur Zeit der Französischen Revolution spielende „Komödie der Irrungen“ I divertimenti della vita privata, „ein provokativer und ambitionierter Film“ mit Giancarlo Giannini. Für das Szenenbild erhielt Cristinas Schwester Paola Comencini eine Nominierung für den Filmpreis David di Donatello.
Comencinis dritte Regiearbeit war 1992 der Thriller Netz der Vergangenheit, 1995 gefolgt von dem Drama Geh’, wohin Dein Herz Dich trägt, für das die Hauptdarstellerin Virna Lisi den Preis der italienischen Filmkritik erhielt. Matrimoni (1998) ist eine Komödie mit Francesca Neri in der Hauptrolle. Nebendarstellerin Cecilia Dazzi erhielt für den Film einen David, sie selbst wurde für das „Beste Drehbuch“ nominiert. 2000 drehte sie die Komödie Liberate i pesci! mit Michele Placido und 2002 das Drama Der schönste Tag in meinem Leben, wieder mit Virna Lisi in der Hauptrolle. Für den Film „über die Beziehung zur Treue, zum eigenen Körper, zum Sex“ erhielt Cristina Comencini mehrere Preise, unter anderem den Grand Prix of the Americas beim World Film Festival von Montreal.
2005 verfilmte sie mit Die Bestie im Herzen einen eigenen Roman. In dem Film wird eine von Giovanna Mezzogiorno gespielte, schwangere Synchronsprecherin von lange verschütteten Kindheitserinnerungen an einen Missbrauch durch den verstorbenen Vater bedrängt. Zu den zahlreichen Auszeichnungen für den Film gehörte eine Nominierung für den Oscar als Bester fremdsprachiger Film. Im Januar 2008 hatte Comencinis Komödie Bianco e nero Premiere, ein Film über die Liebe eines Italieners zu einer seit zehn Jahren in Italien lebenden senegalesischen Frau. Im März 2009 kam Enzo Monteleones Verfilmung von Comencinis Theaterkomödie Due partite in die italienischen Kinos, mit Margherita Buy in einer der Hauptrollen. 2011 erhielt sie für das in den italienischen Alpen angesiedelte Liebesdrama Quando la notte erneut eine Einladung in den Wettbewerb der 68. Internationalen Filmfestspiele von Venedig.

### Familie
Cristina Comencini hat zwei Töchter und einen Sohn. Ihre Tochter Giulia Calenda war Co-Autorin von Der schönste Tag in meinem Leben, La bestia nel cuore und Bianco e nero. Auch Cristinas Schwestern sind im Filmgeschäft tätig. Paola ist als Produktionsdesignerin erfolgreich und Eleonora war Produktionsleiterin. Francesca Comencini (* 1961) ist ebenfalls eine preisgekrönte Drehbuchautorin und Regisseurin. Cristina und Francesca Comencini erhielten 2005 den Verdienstorden der Italienischen Republik.

## Filmografie als Regisseurin
- 1989: Sehnsucht nach Freiheit (Zoo)
- 1992: I divertimenti della vita privata
- 1993: Netz der Vergangenheit (La fine è nota)
- 1996: Geh', wohin Dein Herz Dich trägt (Va' dove ti porta il cuore)
- 1998: Matrimoni
- 2000: Liberate i pesci!
- 2002: Der schönste Tag in meinem Leben (Il più bel giorno della mia vita)
- 2005: Die Bestie im Herzen (La bestia nel cuore)
- 2008: Bianco e nero
- 2024: Ein Zug voller Hoffnung (Il treno dei bambini)

## Filmografie als Drehbuchautorin
- 2025: Die Vorkosterinnen (Le assaggiatrici)

## Romane
- 1991: Pagine strappate (deutsch = Die fehlenden Tagebuchseiten. München: Piper 1997, ISBN 978-3-492-22280-8)
- 1994: Passione di famiglia
- 1997: Il cappotto del turco (deutsch = Warten auf Isabella, Malik, 2002, ISBN 978-3-89029-137-6)
- 2002: Matrioska
- 2005: La bestia nel cuore
- 2007: L’illusione del bene
- 2009: Quando la notte
  - deutsch: Erst in der Nacht. Roman. Aus dem Italienischen von Sigrun Zühlke. München: Piper 2011, ISBN 978-3-492-25960-6

## Theaterstück
- 2006: Due partite